# ميشيل هازنافيسيوس
ميشيل هازنافيسيوس (بالفرنسية: Michel Hazanavicius)‏ مواليد 29 مارس 1967 في باريس، هو مخرج فرنسي بدأ مسيرته الفنية عام 1988. كما أنه من الفائزين بجوائز الأوسكار وجائزة غولدن غلوب. عُرف من خلال كتابة وإخراج فيلم الفنان الذي فاز بجائزة أفضل فيلم ونال أيضا جائزة الأوسكار لأفضل مخرج.

## الأعمال
- الفنان
- البحث

## وصلات خارجية
- ميشيل هازنافيسيوس على موقع IMDb (الإنجليزية)
- ميشيل هازنافيسيوس على موقع ميتاكريتيك (الإنجليزية)
- ميشيل هازنافيسيوس على موقع الموسوعة البريطانية (الإنجليزية)
- ميشيل هازنافيسيوس على موقع روتن توميتوز (الإنجليزية)
- ميشيل هازنافيسيوس على موقع مونزينجر (الألمانية)
- ميشيل هازنافيسيوس على موقع قاعدة بيانات الأفلام العربية
- ميشيل هازنافيسيوس على موقع ألو سيني (الفرنسية)
- ميشيل هازنافيسيوس على موقع تيرنر كلاسيك موفيز (الإنجليزية)
- ميشيل هازنافيسيوس على موقع أول موفي (الإنجليزية)
- ميشيل هازنافيسيوس على موقع بوكس أوفيس موجو (الإنجليزية)